# Pertusaria gallica
Pertusaria gallica är en lavart som beskrevs av B. de Lesd. Pertusaria gallica ingår i släktet Pertusaria och familjen Pertusariaceae.   Inga underarter finns listade i Catalogue of Life.